# Colletes covilleae
Colletes covilleae là một loài Hymenoptera trong họ Colletidae. Loài này được Timberlake mô tả khoa học năm 1951.